# خط‌کش مهندسی

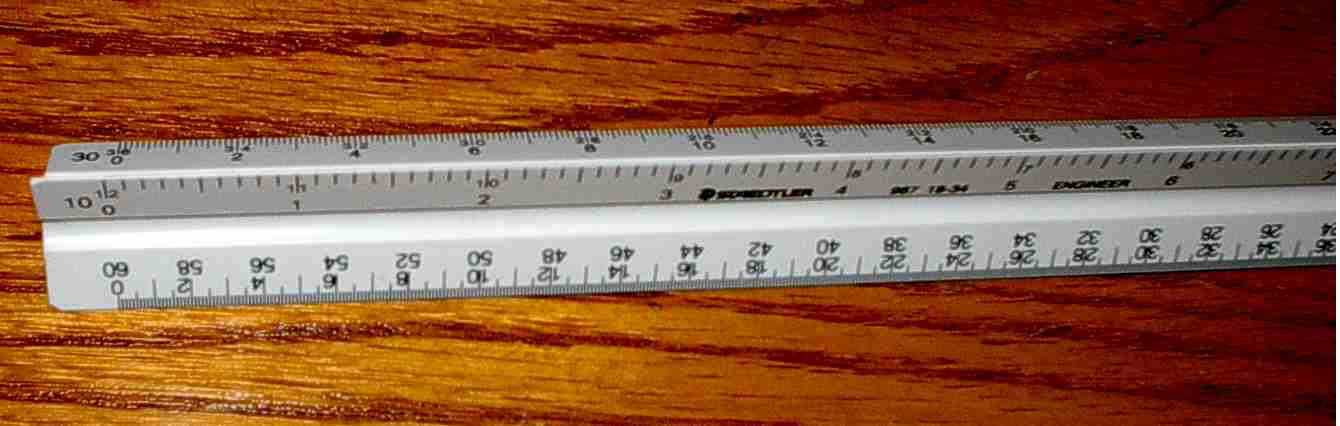
یک اشل مهندسی، درحالیکه ممکن است در نگاه اول با خط‌کش معماری یکسان باشد ولی در واقع درجه‌بندی متفاوتی دارند.

خط‌کش مهندسی وسیله‌ای برای تخمین ابعاد و تبدیل این ابعاد به یکدیگر در یک مقیاس ثابت است. این ابزار معمولاً از پلاستیک ساخته می‌شود و دارای طولی بیشتر از ۱۲ اینچ (۳۰۵ میلی‌متر) است ولی با تنها ۱۲ اینچ طول مدرج از مستهلک شدن درجه ابتدایی و انتهایی آن جلوگیری می‌کند. کاربرد این وسیله در طراحی نقشه‌های مهندسی با مقیاس است.

در فرهنگ واژه علمی و مهندسی وسیله‌ای که برای تخمین طول و خطوط متناسب استفاده می‌شود مقیاس یا اشل نام دارد و وسیله کشیدن خطوط مستقیم خط‌کش است. در اصطلاح عام به هر دو وسیله خط‌کش گفته می‌شود. که تفاوت آن با خط‌کش معماری در درجات (مقیاس‌های) مندج‌شده روی آن است.